# Ожика волосистая
Ожика волосистая (лат. Luzula pilosa) — вид цветковых растений  рода Ожика (Luzula) семейства Ситниковые (Juncaceae).

## Распространение и экология
В природе ареал вида охватывает практически всю территорию (кроме южных и арктических районов) Европы, Кавказ, Сибирь и Северную Америку.
| |
| |
| Вверху: Ботаническая иллюстрация из книги К. А. М. Линдмана Bilder ur Nordens Flora, 1917—1926 Внизу: Цветок |

Произрастает в тенистых лесах.

## Ботаническое описание
Многолетнее, ярко-зелёное, густо-дернистое растение. Стебли прямые, высотой 15—30 см, высоко облиственные, у основания одетые красновато-каштановыми, безлистными влагалищами.
Листья плоские, линейно-ланцетные, шириной 5—10 мм, короче стебля, по краю и в устье влагалища волосистые, быстро заострённые.
Соцветие простое, зонтиковидно-метельчатое, с несколько раскидистыми, позже книзу отогнутыми веточками, прицветный лист во много раз короче околоцветника. Цветки одиночные, длиной 3—4 мм; прицветники яйцевидные, острые, часто слегка бахромчатые, буроватые, кверху плёнчатые, вдвое или более короче околоцветника. Листочки околоцветника ланцетные, неравные (внутренние несколько длиннее), острые, каштановые, широко плёнчато-окаймленные. Тычинки в числе шести, длиной около 2 мм, пыльники линейные, в два и более раза длиннее нитей.
Плод — округло-коническая коробочка, соломенно-зелёная, с шипиком, заметно превышающая околоцветник. Семена широкояйцевидные, длиной около 3 мм, каштановые, с крупным изогнутым придатком.
Цветение и плодоношение в апреле — мае.

## Значение и применение
Летом охотно поедается северным оленем (Rangifer tarandus Linnaeus). По наблюдениям О. И. Семёнова-Тян-Шанского в Лапландском заповеднике зелёные части растения поедаются европейским лосём (Alces alces Linnaeus).

## Таксономия
Вид Ожика волосистая входит в род Ожика (Luzula) семейства Ситниковые (Juncaceae) порядка Злакоцветные (Poales).
|  |                                      |  |                                                             |                                                             |                      |  | ещё 15 семейств (согласно Системе APG II) | ещё 15 семейств (согласно Системе APG II) |                      |  |  |  | ещё около 140 видов |
|  |                                      |  |                                                             |                                                             |                      |  | ещё 15 семейств (согласно Системе APG II) | ещё 15 семейств (согласно Системе APG II) |                      |  |  |  | ещё около 140 видов |
|  |                                      |  |                                                             | порядок Злакоцветные                                        |                      |  |                                           |                                           | род Ожика            |  |  |  |                     |
|  |                                      |  |                                                             | порядок Злакоцветные                                        |                      |  |                                           |                                           | род Ожика            |  |  |  |                     |
|  | отдел Цветковые, или Покрытосеменные |  |                                                             |                                                             | семейство Ситниковые |  |                                           |                                           | вид Ожика волосистая |  |  |  |                     |
|  | отдел Цветковые, или Покрытосеменные |  |                                                             |                                                             | семейство Ситниковые |  |                                           |                                           |                      |  |  |  |                     |
|  |                                      |  | ещё 44 порядка цветковых растений (согласно Системе APG II) | ещё 44 порядка цветковых растений (согласно Системе APG II) |                      |  |                                           | ещё 6 родов                               | ещё 6 родов          |  |  |  |                     |
|  |                                      |  |                                                             | ещё 44 порядка цветковых растений (согласно Системе APG II) |                      |  |                                           |                                           | ещё 6 родов          |  |  |  |                     |